# Danny Casolaro
Joseph Daniel Casolaro (* 16. Juni 1947 in Fort Meade, Maryland; † 10. August 1991 in Martinsburg, West Virginia) war ein US-amerikanischer freier Journalist. Er forschte in den frühen 1990er Jahren zu dem Softwareunternehmen Inslaw und einem angeblichen Netzwerk namens „The Octopus“ mit Verbindungen zu Geheimdiensten und Politik. Bei einer Reise nach West Virginia zu Recherchezwecken wurde er 1991 tot mit aufgeschnittenen Pulsadern in einer Badewanne in Zimmer 517 des Sheraton Hotels in Martinsburg aufgefunden. Der Fall wurde als Suizid eingestuft, was von zahlreichen Personen, darunter seiner Familie angezweifelt wurde.

## Frühes Leben und Karriere
Casolaro wurde in einer katholischen Familie geboren und wuchs in McLean, Virginia, als zweites von sechs Kindern auf. Eines seiner Geschwister erkrankte und starb kurz nach der Geburt. Eine jüngere Schwester, Lisa, starb 1971 an einer Überdosis Drogen in Haight-Ashbury (San Francisco). Casolaro besuchte bis 1968 das Providence College. Er heiratete Terrill Pace, eine ehemalige Miss Virginia. Das Paar hatte einen Sohn, Trey, und ließ sich nach zehn Jahren scheiden, wobei Casolaro das Sorgerecht für seinen Sohn zugesprochen wurde.
Zu Casolaros Interessen gehörten Amateurboxen, das Schreiben von Gedichten und Kurzgeschichten sowie die Pferdezucht. Er versuchte sich auch im Journalismus und beschäftigte sich mit Themen wie der sowjetischen Marinepräsenz in Kuba, dem Geheimdienstnetzwerk von Fidel Castro und dem Opiumschmuggel der chinesischen Kommunisten in die USA. Zum Zeitpunkt seines Todes hatte er auch einen Roman geschrieben und veröffentlicht, The Ice King, bei Whitmore Publishing Co.
Gegen Ende der 1970er Jahre wendete er sich vom Journalismus ab und erwarb eine Reihe von Fachzeitschriften aus der Computerbranche, die er gegen Ende der 1980er Jahre zu verkaufen begann. Anfang 1990 beschloss er, sich wieder dem Journalismus zuzuwenden, und interessierte sich bald darauf für den Fall Inslaw, auf den ihn seine IT-Kontakte aufmerksam gemacht hatten.

## Recherchen zu Inslaw
Casolaro forschte zu dem Fall des Softwareunternehmens Inslaw, welches das Softwareprogramm PROMIS entwickelt hatte. Der Gründer von Inslaw, William A. Hamilton, behauptete, die US-Regierung habe PROMIS gestohlen und illegal vertrieben, wodurch er um Millionen von Dollar gebracht worden sei. Das US-Justizministerium bestritt dies und beharrte darauf, dass es ihm gehöre, weil Hamilton es während seiner Tätigkeit für das Ministerium entwickelt habe. Infolge dieses Streits befanden sich Hamilton und das Ministerium seit 1983 in einem Rechtsstreit. Ein Bundeskonkursrichter entschied 1988, dass das Ministerium die Software tatsächlich durch „Trickserei, Betrug und Täuschung“ an sich gerissen hatte. Diese Entscheidung wurde 1988 von einem Bundesbezirksgericht bestätigt, aber 1991 in der Berufung aufgehoben. In die PROMIS-Software sollen später „Hintertüren“ eingebaut worden sein, so dass jeder, der eine Kopie der Software vom Justizministerium kaufte, ausspioniert werden konnte. PROMIS soll so ein Vorgänger der Spionagesoftware PRISM geworden sein.
Die wichtigste Quelle für diese Theorie, sowohl für Hamilton als auch später für Casolaro, war Michael Riconosciuto, ein angeblicher CIA-Agent und Computerspezialist. Riconosciuto erzählte Bill Hamilton, dass er und Earl Brian, ein Direktor von Hadron, Inc. einer Regierungsberatungsfirma, 1980 knapp 40 Millionen Dollar an iranische Beamte gezahlt hatten, um sie dazu zu bringen, die amerikanischen Geiseln in der Botschaft in Teheran nicht vor dem Ende der Präsidentschaftswahlen 1980 freizulassen, bei denen Ronald Reagan zum US-Präsidenten gewählt wurde. Dies wurde als „Oktoberüberraschung“ bekannt. Als Gegenleistung für seine Unterstützung der Reagan-Regierung durfte Brian laut Riconosciuto angeblich vom illegalen Vertrieb des PROMIS-Systems profitieren. Brian, der ein enger Freund des damaligen Generalstaatsanwalts Ed Meese war und für Reagan gearbeitet hatte, als dieser Gouverneur von Kalifornien war, bestritt jegliche Beteiligung an der „October Surprise“ oder dem Inslaw-Fall.
Riconosciuto behauptete auch, dass er die Software von Inslaw auf Geheiß des Justizministeriums so verändert hatte, dass sie mit einer geheimen „Hintertür“ an Dutzende ausländischer Regierungen verkauft werden konnte, die Außenstehenden den Zugang zu Computersystemen mit PROMIS ermöglichte. Am 19. März 1991 wurde er verhaftet und später wegen des Vertriebs von Methamphetamin und Methadon verurteilt, was nach seiner Aussage nach ein abgekartetes Spiel war, um ihn davon abzuhalten, seine Geschichte zu erzählen.
Nach einem Treffen mit Hamilton im Sommer 1990 begann Casolaro fieberhaft zu dem Fall zu recherchieren. Hamilton hatte Casolaro ein 12-seitiges Memo übergeben, das Riconosciuto geschrieben hatte und in dem er seine Anschuldigungen detailliert darlegte. Casolaro stand eigenen Angaben zufolge kurz vor der Enthüllung eines Geheimnetzwerkes namens „The Octopus“, welches für eine weitreichende Verschwörung verantwortlich gewesen sein soll, die den Inslaw-Fall, die Oktoberüberraschung, die Iran-Contra-Affäre und den Zusammenbruch der kriminellen Bank of Credit and Commerce International verbunden haben soll. Das Octopus-Netzwerk bestand angeblich aus acht Mitgliedern mit Verbindungen zur organisierten Kriminalität, Geheimdiensten und Politik. Aus Casolaros hinterlassenen Notizen ließ sich der Fall jedoch später nicht mehr rekonstruieren.

## Letzte Tage und Tod
Am 8. August 1991 traf Casolaro in Martinsburg, West Virginia, ein, um einen Informanten zu treffen, der ihm versprach, ein wichtiges fehlendes Teil seiner Geschichte zu liefern. Wenige Tage davor hatte Casolaro seinem Bruder erzählt, Morddrohungen von unbekannten Personen zu erhalten. Am 9. August soll sich Casolaro mit William Turner, einem ehemaligen Mitarbeiter eines großen Rüstungsunternehmens, getroffen haben. Dieser soll Casolaro wichtige Beweismittel in Form von Dokumenten im Zusammenhang mit dem Fall übergeben haben, die allerdings später nicht gefunden wurden. Am Tag vor seinem Tod, so berichtet das Martinsburg Morning Journal, aß er in einem Pizza Hut und soll in bester Laune mit einer Mitarbeiterin geflirtet haben. Er wollte sich danach mit einer weiteren Quelle treffen, die ihn aber anscheinend „sitzen ließ.“ Gegen 22.00 Uhr kaufte Casolaro in einem nahe gelegenen Lebensmittelgeschäft Kaffee. Das war das letzte Mal, dass er lebend gesehen wurde.
Gegen Mittag des 10. August 1991 entdeckte das Hauspersonal Casolaro nackt in der Badewanne von Zimmer 517. Seine Handgelenke waren tief aufgeschlitzt. Die Badezimmerwand und der Boden waren mit Blut bespritzt. Abgesehen von der grausigen Szene, war das Hotelzimmer sauber und ordentlich. Auf dem Schreibtisch lagen ein Schreibblock und ein Stift; aus dem Block war eine einzelne Seite herausgerissen worden, auf der eine Nachricht stand: „An die, die ich am meisten liebe: Bitte verzeiht mir für das Schlimmste, was ich hätte tun können. Vor allem tut es mir für meinen Sohn leid. Ich weiß tief im Inneren, dass Gott mich hereinlassen wird.“ Unter Casolaros Leiche fanden die Sanitäter eine leere Bierdose, zwei weiße Müllbeutel aus Plastik und eine einschneidige Rasierklinge. In der Nähe befand sich auch eine halbleere Weinflasche. Es gab keine Anzeichen für einen Kampf und keiner der Hotelmitarbeiter hatte verdächtige Aktivitäten bemerkt. Durch den Tatortreiniger sollen kurz danach wichtige Beweise zerstört worden sein.

## Nachwirkungen und Untersuchungen
Der Gerichtsmediziner stellte in einer ersten Untersuchung fest, dass Blutverlust die Todesursache war und dass der Tod ein bis vier Stunden vor der Entdeckung der Leiche eingetreten war, also etwa zwischen 8.00 und 11.00 Uhr am 10. August. Die Autopsie ergaben eine Prellung am Arm und Prellung am Kopf von Casolaro und fehlende Fingernägel. Spätere Untersuchungen ergaben, dass das FBI den Kongress bei der Untersuchung von Casolaros Tod getäuscht hatte. Mitglieder einer FBI-Taskforce, die Casolaros Tod untersuchte, „stellten die Schlussfolgerung eines Selbstmordes in Frage“ und empfahlen weitere Nachforschungen.
Die Polizei von Martinsburg hat Zachary Treitz und Christian Hansen aufgrund eines Antrags auf Informationsfreiheit über den abgeschlossenen Fall Einzelheiten des Falls mitgeteilt. Nachdem die Informationen zunächst verweigert wurden, widersprachen die Angaben der 1991 von der Polizei veröffentlichten Erklärung. Laut Zeugenaussagen soll eine Person, die Ähnlichkeiten mit einem Mann namens Joseph Cuellar aufwies, in der Nacht seines Todes anwesend gewesen sein. Nach Zeugenbefragungen gab ein Freund von Danny an, dass Cuellar einige Wochen vor Casolaros angeblichem Selbstmord eine kurze Begegnung mit ihm in einer Bar in seiner Heimatstadt hatte.
Die Familie von Casolaro zweifelte an, dass es sich um einen Selbstmord gehandelt habe, da er nicht selbstmordgefährdet gewesen sei, kein Blut hätte sehen können und vor seinem Tod bedroht worden sei. Zahlreiche Gerüchte rankten sich danach um den Fall, wobei ein Mord nie offiziell nachgewiesen wurde.

## Rezeption
Der Mordverdacht wurde 1993 in der fünften Staffel der US-Fernsehsendung Unsolved Mysteries vorgestellt. Es wurden Journalisten, Familienmitglieder, der Inslaw-Gründer William Hamilton, Michael Riconosciuto und ein Generalstaatsanwalt der Nixon-Regierung, Elliot Richardson, befragt. Richardson sagte, dass die Affäre „in ihrem äußeren Bereich eine weitaus unheilvollere Art von Verschwörung beinhaltet als alles, was in Watergate aufgedeckt wurde“.
Dominic Orlando, Casolaros Cousin, schrieb 2008 ein Theaterstück mit dem Titel Danny Casolaro Died For You. Im Januar 2013 erwarben Aviation Cinemas Productions und Caliber Media die Filmrechte an der Geschichte von Danny Casolaro, die auf dem Theaterstück von Orlando basiert.
Am 28. Februar 2024 veröffentlichte Netflix die vierteilige Doku-Reihe American Conspiracy: The Octopus Murders, die sich mit dem Fall von Casolaros Tod befasst.